# Десертное вино

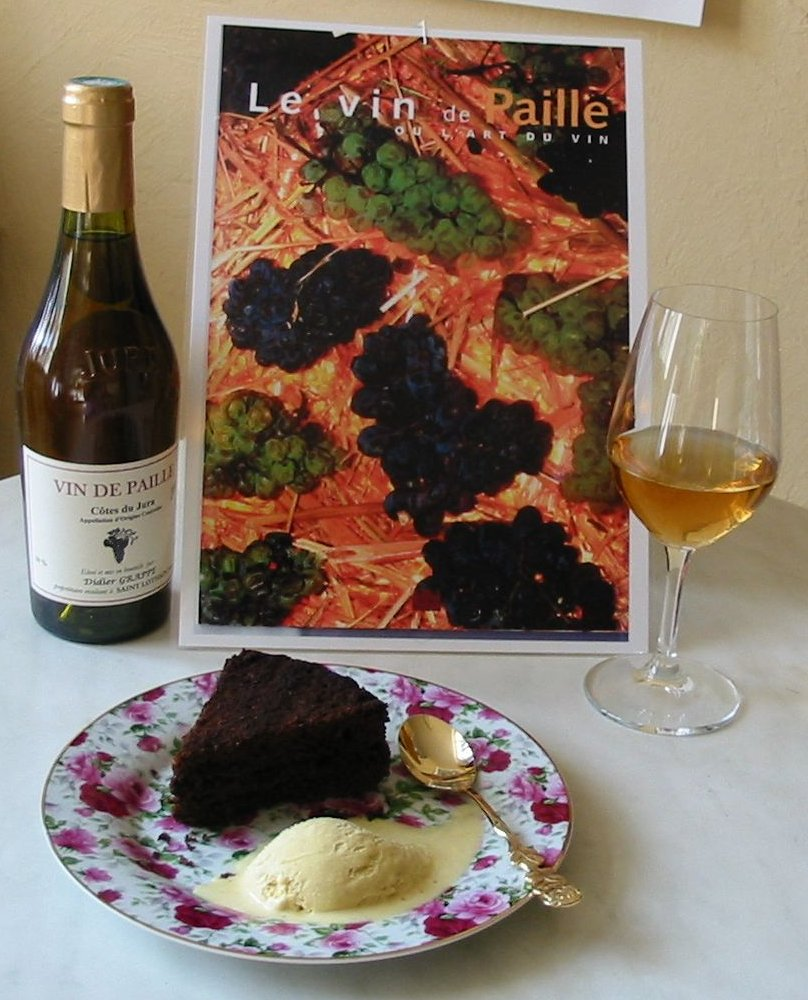
Вместе с десертом часто подают «соломенное вино»

Десе́ртное ви́но — сладкое вино, традиционно подаваемое к десерту. В разных странах термин имеет несовпадающие значения.
В СССР (и ряде постсоветских стран) под десертными понимались креплёные вина с содержанием спирта 12 % — 17 % и сахара 5 % — 35 %. В российской классификации выделяется также категория полудесертных вин, с содержанием спирта 14 % — 16 % и сахара 5 % — 12 %.
К десертным также относятся некоторые натуральные (не креплёные вина), изготавливаемые либо из ягод винограда с особо высоким содержанием сахара (вина позднего урожая), либо из виноградного сусла с содержанием сахара, повышенным специальными методами (упаривание сусла, использование вяленого винограда, замораживание на лозе).
По способу приготовления, вкусу и аромату среди десертных вин выделяют мускатные вина, херес, мадеру, кагор, малагу, марсалу, портвейны и токайские вина, а по содержанию сахара — полусладкие, сладкие и ликёрные десертные вина.
В натуральном виде десертные вина, как следует из названия, принято рекомендовать к десерту. Они хорошо сочетаются с фруктами, пирожными, мороженым и другими сладкими блюдами. К столу их подают, предварительно перелив в графин. Пьют десертные вина из так называемых мадерных рюмок. Белые десертные вина перед употреблением охлаждают до 10—16 °C.
Десертные вина широко используются в качестве компонента тонизирующих и прохладительных смешанных напитков, пуншей, крюшонов, глинтвейнов.